# Fotometría

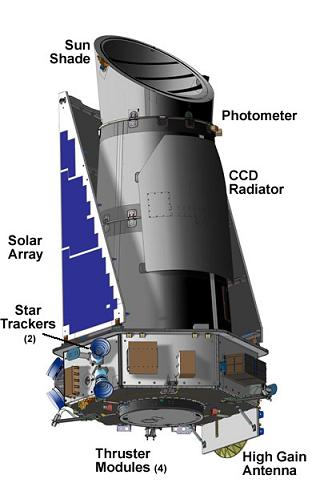
Fotómetro espacial de la misión Kepler.

La fotometría es la rama de la astronomía que se dedica a medir el brillo de los diferentes astros: estrellas, planetas, satélites, asteroides, cometas, etc. La escala de brillos de las estrellas fue establecida por el astrónomo griego Hiparco de Nicea, quien dividió estos brillos en cinco grados o magnitudes; más tarde, con la invención del telescopio por Galileo en 1609, se amplió la escala para incluir estos astros telescópicos, invisibles al ojo humano por su extrema debilidad.
Los astros más brillantes (como el Sol) tienen magnitud negativa mientras que los más débiles la tienen positiva, siendo esta tanto mayor cuanto más débiles son: el Sol tiene magnitud -26,8, Sirio -1,5, la Estrella Polar 2,12, Urano 5,8, Neptuno 7,2 y Plutón 13,6. Las estrellas más débiles que un telescopio profesional puede capturar es superior a la 25.
En el siglo XIX, Norman Pogson determinó correctamente la escala de magnitudes, de tal manera que el salto de una magnitud a otra (por ejemplo, de la 1.ª a la 2.ª, o de la 2.ª a la 3.ª) corresponde a un cambio igual a 2,512 veces, siendo este valor la raíz quinta de 100.
Existen distintos métodos: fotometría visual, fotográfica, con fotómetro fotoeléctrico (fotometría fotoeléctrica) y más reciente con cámaras CCD (fotometría CCD); todos ellos trabajan en distintas bandas (Banda V, Banda B, etc.) según el filtro utilizado al efectuar las mediciones.
Para efectuar estas mediciones se han definido unos sistemas fotométricos, los más conocidos de los cuales son el UBV de W. W. Morgan y Harold Johnson y el UBVRI de A. Cousins y J. Menzies.
Si la precisión con la que se medían las magnitudes a mediados del siglo XX era de una centésima, con el uso de la fotometría CCD se ha ampliado esta precisión a milésimas de magnitud: en 2006, a diezmilésimas de magnitud, en un estudio fotométrico del cúmulo abierto M67. En 2009 el satélite Kepler se lanzó al espacio con un sensor capaz de detectar cambios de 20 partes por millón (1/50 000)
La fotometría también se utiliza en la observación de estrellas variabless, mediante diversas técnicas como la fotometría diferencial, que mide simultáneamente el brillo de un objeto y de las estrellas cercanas en el campo estelar o fotometría relativa comparando el brillo del objeto objetivo con estrellas de magnitudes fijas conocidas. El uso de múltiples filtros de paso de banda con fotometría relativa se denomina fotometría absoluta. Un trazado de la magnitud frente al tiempo produce una curva de luz, arrojando información considerable sobre el proceso físico que causa los cambios de brillo. Los fotómetros fotoeléctricos de precisión pueden medir la luz de las estrellas en torno a 0,001 de magnitud.
La técnica de fotometría de superficie también puede utilizarse con objetos extendidos como planetas, cometas, nebulosae o galaxias que mide la magnitud aparente en términos de magnitudes por segundo de arco cuadrado. Conociendo el área del objeto y la intensidad media de la luz a través del objeto astronómico se determina el brillo superficial en términos de magnitudes por segundo de arco cuadrado, mientras que integrando la luz total del objeto extendido se puede entonces calcular el brillo en términos de su magnitud total, producción de energía o luminosidad por unidad de superficie.

## Métodos

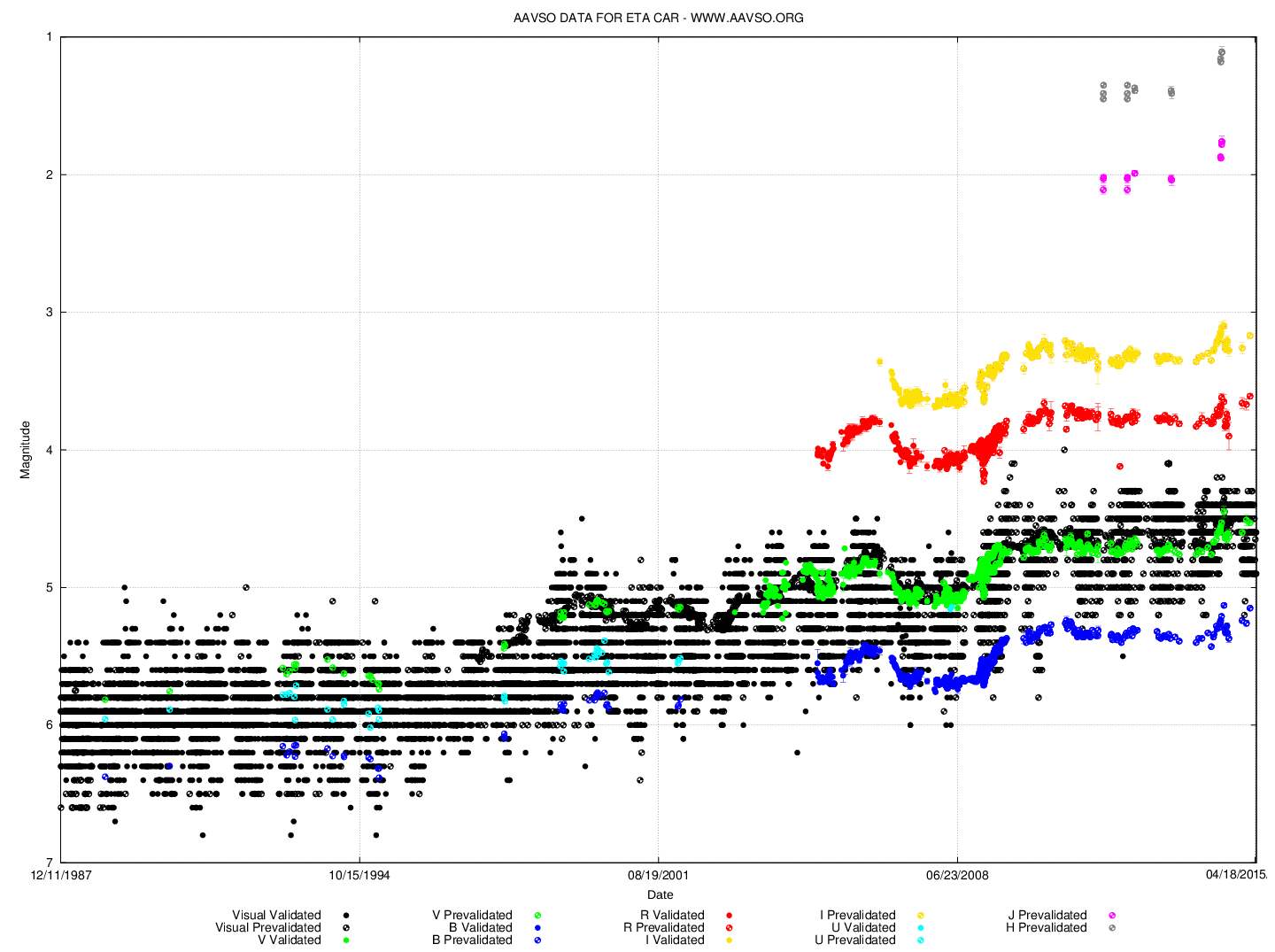
Eta Carinae curva de luz en varias banda de paso diferentes

Los fotómetros emplean el uso de filtros estándar especializados de banda de paso en las longitudes de onda ultravioleta, visible e infrarrojo del espectro electromagnético. Cualquier conjunto adoptado de filtros con propiedades de transmisión de la luz conocidas se denomina sistema fotométrico, y permite establecer propiedades particulares sobre las estrellas y otros tipos de objetos astronómicos. Se utilizan regularmente varios sistemas importantes, como el sistema UBV (o el sistema UBVRI ampliado), infrarrojo cercano JHK o el Sistema uvbyβ de Strömgren.
Históricamente, la fotometría en el cercano-infrarrojo hasta el ultravioleta de longitud de onda corta se realizaba con un fotómetro fotoeléctrico, un instrumento que medía la intensidad de la luz de un solo objeto dirigiendo su luz hacia una célula fotosensible como un tubo fotomultiplicador. Se han sustituido en gran medida por las cámaras CCD que pueden tomar imágenes simultáneamente de múltiples objetos, aunque los fotómetros fotoeléctricos se siguen utilizando en situaciones especiales, such as where fine time resolution is required.

## Índices de magnitud y color
Los métodos fotométricos modernos definen las magnitudes y colores de los objetos astronómicos mediante el uso de fotómetros electrónicos analizados mediante filtors pasabanda coloreados estándar. Ello se diferencia de otras modalidades de magnitud visual aparente observadas por el ojo humano u obtenidas mediante fotografía: que por lo general aparecen en textos y catálogos astronómicos antiguos.

## Aplicaciones

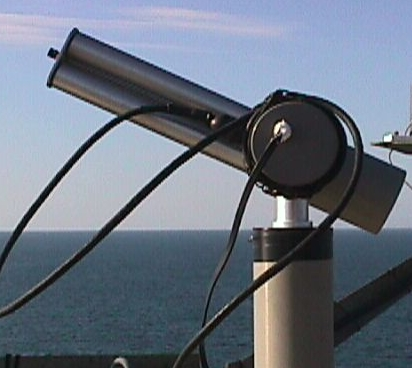
Fotómetro AERONET

Hay muchas aplicaciones astronómicas que se utilizan con los sistemas fotométricos. Las mediciones fotométricas pueden combinarse con la ley de la inversa del cuadrado para determinar la luminosidad de un objeto si se puede determinar su distancia, o su distancia si se conoce su luminosidad. Otras propiedades físicas de un objeto, como su temperatura o su composición química, también pueden determinarse mediante espectrofotometría de banda ancha o estrecha.
La fotometría también se utiliza para estudiar las variaciones de luz de objetos como estrellas variables, planetas menores,  núcleos galácticos activos y supernovas, o para detectar planeta extrasolar en tránsito. Las mediciones de estas variaciones pueden utilizarse, por ejemplo, para determinar el período orbital y el radio de los miembros de un sistema de estrella binaria deslizante, el período de rotación de un planeta menor o una estrella, o la producción total de energía de las supernovas.

## Fotometría CCD
Una cámara CCD es esencialmente una red de fotómetros, que miden y registran simultáneamente los fotones procedentes de todas las fuentes del campo de visión. Dado que cada imagen CCD registra la fotometría de múltiples objetos a la vez, se pueden realizar varias formas de extracción fotométrica de los datos registrados; normalmente relativa, absoluta y diferencial. Las tres requerirán la extracción de la imagen cruda magnitud del objeto objetivo, y un objeto de comparación conocido. 
La señal observada de un objeto cubrirá típicamente muchos píxeles según la función de dispersión de puntos (PSF) del sistema. Este ensanchamiento se debe tanto a la óptica del telescopio como al seeing astronómico. Cuando se obtiene fotometría de una fuente puntual, el flujo se mide sumando toda la luz registrada del objeto y restando la luz debida al cielo. La técnica más sencilla, conocida como fotometría de apertura, consiste en sumar los recuentos de píxeles dentro de una apertura centrada en el objeto y restar el producto del recuento medio del cielo cercano por píxel y el número de píxeles dentro de la apertura. Esto dará como resultado el valor del flujo bruto del objeto objetivo.  Cuando se hace fotometría en un campo muy poblado, como un cúmulo globular, donde los perfiles de las estrellas se superponen significativamente, hay que utilizar técnicas de desmezcla, como el ajuste de PSF para determinar los valores de flujo individuales de las fuentes superpuestas.

### Calibraciones
Después de determinar el flujo de un objeto en cuentas, el flujo se convierte normalmente en magnitud instrumental. A continuación, la medición se calibra de alguna manera. Las calibraciones que se utilicen dependerán en parte del tipo de fotometría que se realice. Normalmente, las observaciones se procesan para la fotometría relativa o diferencial.
La fotometría relativa es la medición del brillo aparente de múltiples objetos en relación con los demás. La fotometría absoluta es la medición del brillo aparente de un objeto en un sistema fotométrico estándar; estas mediciones pueden compararse con otras mediciones fotométricas absolutas obtenidas con diferentes telescopios o instrumentos. La fotometría diferencial es la medición de la diferencia de brillo de dos objetos. En la mayoría de los casos, la fotometría diferencial puede realizarse con la mayor precisión, mientras que la fotometría absoluta es la más difícil de realizar con alta precisión. Además, la fotometría precisa suele ser más difícil cuando el brillo aparente del objeto es más débil.

### Fotometría absoluta
Para realizar una fotometría absoluta, se deben corregir las diferencias entre la banda de paso efectiva a través de la cual se observa un objeto y la banda de paso utilizada para definir el sistema fotométrico estándar. Esto es a menudo además de todas las otras correcciones discutidas anteriormente. Por lo general, esta corrección se realiza observando los objetos de interés a través de múltiples filtros y también observando una serie de estrellas estándar fotométricas . Si las estrellas estándar no pueden observarse simultáneamente con los objetivos, esta corrección debe realizarse en condiciones fotométricas, cuando el cielo está despejado y la extinción es una función simple de la masa de aire.

### Fotometría relativa
Para realizar la fotometría relativa, uno compara la magnitud del instrumento del objeto con un objeto de comparación conocido y luego corrige las mediciones para las variaciones espaciales en la sensibilidad del instrumento y la extinción atmosférica. A menudo, esto se suma a la corrección de sus variaciones temporales, particularmente cuando los objetos que se comparan están demasiado separados en el cielo para observarlos simultáneamente. [6] Cuando se realiza la calibración a partir de una imagen que contiene tanto el objetivo como los objetos de comparación muy cerca, y se usa un filtro fotométrico que coincide con la magnitud del catálogo del objeto de comparación, la mayoría de las variaciones de medición se reducen a cero.

### Fotometría diferencial
La fotometría diferencial es la más simple de las calibraciones y la más útil para las observaciones de series de tiempo. Cuando se usa la fotometría CCD, tanto el objetivo como los objetos de comparación se observan al mismo tiempo, con los mismos filtros, usando el mismo instrumento y se ven a través de la misma ruta óptica. La mayoría de las variables observacionales desaparecen y la magnitud diferencial es simplemente la diferencia entre la magnitud del instrumento del objeto objetivo y el objeto de comparación (∆Mag = C Mag – T Mag). Esto es muy útil cuando se traza el cambio de magnitud a lo largo del tiempo de un objeto de destino y, por lo general, se compila en una curva de luz.

### Fotometría de superficie
Para los objetos espacialmente extendidos, como las galaxias, a menudo es interesante medir la distribución espacial del brillo dentro de la galaxia en lugar de simplemente medir el brillo total de la galaxia. El brillo superficial de un objeto es su brillo por unidad de ángulo sólido visto en proyección en el cielo, y la medición del brillo superficial se conoce como fotometría de superficie. Una aplicación común sería la medición del perfil de brillo superficial de una galaxia, es decir, su brillo superficial en función de la distancia desde el centro de la galaxia. Para ángulos sólidos pequeños, una unidad útil de ángulo sólido es el arcosegundo, y el brillo superficial se expresa a menudo en magnitudes por arcosegundo cuadrado.